# Vaderbeweging
De vaderbeweging is de benaming voor mensen die emancipatie en/of gelijke rechten voor vaders nastreven.

## Geschiedenis
De geschiedenis van vaders en van de vaderbeweging is slecht beschreven. Het is bekend dat ergens, vanaf de eind jaren zestig, mannen protesteerden tegen hun achterstelling als vader. Met name ging het dan om het recht op omgang met hun kinderen. Deze beweging stond merendeels los van de mannen die zich organiseerden parallel en in navolging van de tweede feministische golf. Wel was het voor een deel een reactie op de gevolgen van die golf en met name het toenemend aantal echtscheidingen.
Man 79 was de eerste organisatie die blijvend ouderschap na scheiding propageerde. Eind jaren tachtig volgde de stichting Dwaze vaders. Ze gebruikten de term dwaze vader als geuzennaam voor vaders die verstoken bleven van contact met hun kinderen. Daarna volgden Ouders voor Kinderen, Stichting Organisatie Gescheiden Mensen, Stichting Scheiden en Blijvend Ouderschap, Stichting Kinderen Ouders Grootouders, later samenwerkend in het Platform Laat Ouders ouder Blijven. Dit platform werd na enige tijd opgevolgd door het Platform Samenwerkende Cliëntenorganisaties in Jeugdzorg en Familierecht. Eind jaren negentig ontstond SOS-papa, weer later Fathers4Justice, Gescheiden Vaders Nederland en Familie4Justice. Ten slotte is er ook een Stichting Kind en Omgangsrecht. Jaarlijks wordt door het Vaderkenniscentrum een Vadersymposium georganiseerd rond Vaderdag.
Overigens is het vaderprobleem ook al eerder in de geschiedenis expliciet aan de orde gesteld.
Een vroeg voorbeeld daarvan is August Strindberg in zijn toneelstuk “De vader”.
Aan het begin van eenentwintigste eeuw verschoof de nadruk hoe langer hoe meer van de eis tot omgangsrecht naar de eis van gelijkwaardig ouderschap. Ook het gebrek aan gelijke voorzieningen voor vaders (opvanghuizen, vadercentra, ouderschapsverlof, kinderopvang) wordt bekritiseerd. Tevens worden een toenemend aantal problemen ten aanzien van het functioneren van de rechtsstaat aan de orde gesteld. Het streven naar gelijkwaardig ouderschap heeft geleid tot de wetswijziging "Voortgezet ouderschap en zorgvuldige scheiding" die in maart 2009 in werking trad. Hoewel gelijkwaardig ouderschap nu wettelijk is geregeld, is daar in de praktijk nog weinig van te merken.

## Westers
Problemen rond vaderschap zijn geen probleem van Nederland of België alleen. In het algemeen is er een grote overeenkomst tussen alle westerse landen. Bijna overal ziet 30-40%  van de kinderen na scheiding zijn of haar vader niet meer. In veel landen is sprake van regelrechte vaderschapsdiscriminatie.

## Stromingen
Binnen de vaderbeweging zijn er richtingen die uitgesproken progressief zijn en stellen het vaandel van de gelijkwaardigheid van de vrouwenbeweging te hebben overgenomen. Er zijn ook regressieve tendensen zichtbaar, met name rond het herstel van het gezin als hoeksteen en wellicht zijn er bij kleine groepen tendensen te bespeuren die pleiten voor een terugkeer naar de patriarchale structuur. Een omvattende indeling in rechts of links is dan ook niet goed te maken. In Nederland ontplooien veel vaders, ook vaderrechtenactivisten als zodanig, activiteiten binnen GroenLinks, SP en PvdA. Er zijn bekende SP'ers die zich met de vaderbeweging associëren. Van oudsher is er ook steun vanuit andere partijen, zoals de VVD (wetsvoorstellen en amendementen van Otto Vos en Ruud Luchtenveld).

## Vaderbeweging en moeders
De vaderorganisaties nemen zonder uitzondering ook moeders in de knel in hun gelederen op. Behalve vaderdiscriminatie worden ook andere onredelijke factoren verondersteld een rol te spelen in het veroorzaken van scheiding tussen ouders en kinderen. Het bij grote voorrang handhaven van de status quo is er daar een van. Zodoende zijn er ook moeders die hun rol niet volwaardig kunnen vervullen.

## Vaderbeweging en vrouwen
Ook andere vrouwen spelen dikwijls een rol in de vaderbeweging. Soms als nieuwe partner van betroffen vaders, dikwijls ook in het middelpunt van organisaties. Fathers4Justice organiseert deze vrouwen in een aparte groep (Purple Hearts). Er zijn ook vrouwenorganisaties die de vaderbeweging steunen en kritiek hebben op de in hun ogen vaak negatieve houding van bestaande vrouweninstituten.

## Vaderbeweging en vrouwenbeweging
Hoewel veel progressieve vrouwen zich in de loop der tijd konden vinden in de doelstellingen van de vaderbeweging zijn de instituten van de vrouwenbeweging meestal zeer kritisch tot afwijzend geweest. De theorie van het feminisme laat geen ruimte voor het bestaan van een vaderbeweging of mannenbeweging anders dan als aanvullend en ondersteunend element van het feminisme.
De vrouwenbeweging is dikwijls de opvatting toegedaan dat vaders eerst meer moeten zorgen voor ze over rechten beginnen. Het mogelijk gezamenlijke doel, herverdeling van zorg en arbeid wordt daardoor niet als gezamenlijk actiepunt ervaren. Stromingen die kritisch zijn over de vrouwenbeweging menen dat daar herverdeling van zorg niet werkelijk wordt nagestreefd. Er zijn dan ook tendensen zichtbaar waarin vrouwen niet zozeer een herverdeling bepleiten maar meer keuzemogelijkheden voor vrouwen tussen zorg en werk. De vaderbeweging heeft veel praktische voorstellen gedaan om herverdeling mogelijk te maken. Maar ook hiervan worden de bedoelingen door sommigen weleens betwijfeld.
Een deel van de vrouwenbeweging ziet de strijd van vaders voor het behoud van hun relatie met hun eigen kinderen als een patriarchale machtsgreep.

## België
In België is het recht en de praktijk daarvan in sommige opzichten relatief gunstig voor vaders in verhouding tot andere westerse landen en met name Nederland. Dit heeft te maken met de strafbaarheid van omgangsweigering en een andere politieke cultuur. Deze maakte het onder andere mogelijk dat er net als in andere Europese landen de wet op gelijkwaardig ouderschap in werking is getreden. Deze wet noemt men de bilocatiewet van 4 september 2006 of de wet van het bevoorrechten van gelijkmatig verdeelde huisvesting. De wet was voorafgegaan door een uitvoerig verslag van de Belgische parlementaire subcommissie familierecht. De bilocatiewet heeft als doel een humanere toepassing van het familierecht. De Belgische wet stelt als norm dat de kinderen na scheiding evenveel tijd dienen door te brengen bij beide ouders, indien één ouder hierom verzoekt. Verder heeft de rechter met de bilocatiewet meer adequate sanctiemogelijkheden indien één ouder zijn gezag niet laat gelden en de gerechtelijke uitspraak naast zich neerlegt zoals een dwangsom, uitvoering van de uitspraak van een gerechtsdeurwaarder en de mogelijkheid voor een paradoxale toewijzing.
De vaderbeweging is in België minder versnipperd dan in Nederland. Belangrijke organisaties of verenigingen zijn BASO, BGMK, GOUDI, F4J en SBO.